# Camden (New Jersey)
Pour les articles homonymes, voir Camden.
La ville de Camden est le siège du comté de Camden, dans l’État du New Jersey, aux États-Unis. Sa population s’élevait à 77 344 habitants lors du recensement de 2010, estimée à 73 973 habitants en 2018.
Camden se trouve sur les rives du fleuve Delaware, dans la banlieue de Philadelphie.

## Histoire
Le premier village remonte à 1628. Walt Whitman fut un de ses habitants les plus célèbres.
Camden fut le siège de la Victor Talking Machine Company, une des premières sociétés qui fabriqua des phonographes, de 1901 à son rachat en 1929.
En 1971 a eu lieu l'affaire des Vingt-huit de Camden (en), des activistes antiguerre du Viet-Nam. Ils ont été acquittés en 1973.
La ville est connue pour être classée comme la plus dangereuse des États-Unis entre 2004 et 2009, dépassé par Saint-Louis en 2010.

## Patrimoine
- Le bateau-phare Barnegat (LV-79) est amarré à Camden, en tant que navire-musée.

## Transports
Camden est desservie par plusieurs lignes de bus, une ligne de tram exploitée par la New Jersey Transit qui longe le fleuve Delaware vers le nord et par la PATCO Line, une ligne de métro qui traverse le pont Benjamin-Franklin vers Philadelphie.

## Éducation
Camden possède deux institutions universitaires, l'une consacrée aux arts et aux Sciences (anciennement The College of South Jersey), l'autre au droit (South Jersey Law School) ; en 1950, elles ont été intégrées à l'université Rutgers.